# Chthonius jugorum
Chthonius jugorum är en spindeldjursart som beskrevs av Beier 1952. Chthonius jugorum ingår i släktet Chthonius och familjen käkklokrypare. Inga underarter finns listade i Catalogue of Life.